# Le Voyage (film, 1968)
Pour les articles homonymes, voir Le Voyage.
Pour plus de détails, voir Fiche technique et Distribution.
Le Voyage (Viagem ao Fim do Mundo) est un film brésilien réalisé par Fernando Coni Campos, sorti en 1968.

## Synopsis
Le film suit les passagers d'un trajet en avion. Avant d'embarquer, le protagoniste, un jeune homme, achète un exemplaire des Mémoires posthumes de Brás Cubas à la librairie de l'aéroport. À bord se trouvent également : une actrice et un mannequin, une équipe de football, un homme qui a peur de l'avion et deux religieuses. La lecture du roman de Machado de Assis est entrecoupée de scènes impliquant ces personnages et de plusieurs collages d'images.

## Fiche technique
- Titre : Le Voyage
- Titre original : Viagem ao Fim do Mundo
- Réalisation : Fernando Coni Campos
- Scénario : Fernando Coni Campos
- Photographie : Oswaldo de Oliveira, José Medeiros, Renato Neumann et Cliton Villela
- Montage : Renato Neumann
- Production : Talula Campos et Massao Ohno
- Société de production : Fernando Campos Produções Cinematográficas et Talula Abramo Campos Produções Cinematográficas
- Pays :  Brésil
- Genre : Drame
- Durée : 90 minutes
- Dates de sortie : 
  -  Brésil : 9 décembre 1968

## Distribution
- Esmeralda Barros
- Fernando Coni Campos : le prêtre
- Talula Campos : Freira
- Annik Malvil : Pandora
- José Marinho : Topper
- Fábio Porchat : le jeune dans l'avion
- Karin Rodrigues : la femme dans l'avion
- Walter Forster : la mari de la femme dans l'avion
- Jofre Soares : Barbosa
- Hércio Machado : un narrateur
- Paulo Martins : un narrateur
- Paulo César Peréio : un narrateur
- Echio Reis : un narrateur
- Vera Vianna

## Distinctions
Le film a remporté le Léopard d'argent du meilleur film du tiers-monde lors du Festival international du film de Locarno 1968. Il a également été présenté dans le cadre de la première Quinzaine des réalisateurs lors du Festival de Cannes 1969.